# Anarchy in the UKR
«Anarchy in the UKR» — книга 2005 року українського письменника Сергія Жадана. Книга розміщена в Електронній бібліотеці «Україніка».
Видана також польською (2007), німецькою (2007), російською (2008), шведською (2011), білоруською (2012) та норвезькою (2017) мовами.
В березні 2008 року переклад Завена Баблояна у видавництва «Амфора» (СПб) увійшов в «лонг-ліст» російської літературної премії «Национальный бестселлер» (номінатором був письменник з Санкт-Петербургу Дмитро Горчев [Архівовано 14 серпня 2011 у Wayback Machine.]), а журнал «GQ» висунув Жадана на звання «Людина року» в номінації «Письменники». В тому ж році увійшла в «шорт-ліст» і отримала почесну нагороду конкурсу «Книга року» на Московській міжнародній книжковій виставці-ярмарку.
В 2014 році вийшло видання доповнене новими розділами — «Луганськими щоденниками».

## Анотація
У центрі історії — пригоди та численні мандри героя містами України, що можна також трактувати не лише в буквальному, а й філософському смислі:
|                                                          | Тут священним місцем постає Гуляйполе, махновська столиця й ареал боїв українських анархістів. Адепти шукають слідів колишньої величі, однак, окрім барельєфа знаменитого отамана, знаходять ще тільки й усього, що бар «Нестор», занедбаний через відсутність відвідувачів. Історія й тут звітрилася, її треба писати заново. Мандри до святих місць виявляють лише порожнечу, травматичну відсутність зв’язку з минулим, неісторичність існування. І, попри зужитість слів, про це конче необхідно розповісти, бо немає інших носіїв пам’яті, бо тільки проговорена травма піддається лікуванню |
| — Віра Агеєва. Після карнавалу, або Реставрація пам’яті. | |